# Johannes Grijseels
Johannes Antonius Constantius Marie „Jan” Grijseels (ur. 6 października 1890 w Abcoude, zm. 10 maja 1961 w Noordwijkerhout) – holenderski sprinter, uczestnik igrzysk olimpijskich.
Na igrzyskach w Sztokholmie wystartował w dwóch konkurencjach. W biegu na 100 metrów zajął czwarte miejsce w biegu eliminacyjnym i odpadł z dalszej rywalizacji. W biegu na 200 metrów, Grijseels dotarł do fazy półfinałowej.
Rekordy życiowe: 
- Bieg na 100 metrów – 10,7 (1912)
- Bieg na 200 metrów – 21,8 (1914)